# Chungcheongbuk-do
Chungcheongbuk-do (Nord-Chungcheong) ist eine Provinz im Zentrum von Südkorea. Sie entstand 1896 durch Teilung der Provinz Chungcheong aus deren östlichen Teilen. Die Hauptstadt der Provinz ist Cheongju.

## Geographie
Chungcheongbuk-do grenzt im Uhrzeigersinn an die Provinzen Gyeonggi-do und Gangwon-do im Norden, Gyeongsangbuk-do im Osten, Jeollabuk-do im Süden und Chungcheongnam-do im Westen. Chungcheongbuk-do ist die einzige Provinz Südkoreas ohne Zugang zum Meer. Das Gebiet ist vor allem gebirgig und ist durch das Noryong-Gebirge im Norden und das Sobaek-Massiv im Osten begrenzt.

## Ressourcen
Landwirtschaftliche Produkte der Provinz sind vor allem Reis, Bohnen und Süßkartoffeln, aber die lokalen Betriebe haben sich auf Ginseng und Tabak spezialisiert. Der Tabak wurde 1912 aus Virginia (USA) eingeführt.
Chungcheongbuk-do verfügt auch über Mineralien im nördlichen Teil, besonders Gold, Eisen, Kohle, Speckstein, Fluorit, Molybdän und Kalkstein. Seidenweberei ist immer noch ein gewichtiger Industriezweig.

## Attraktionen

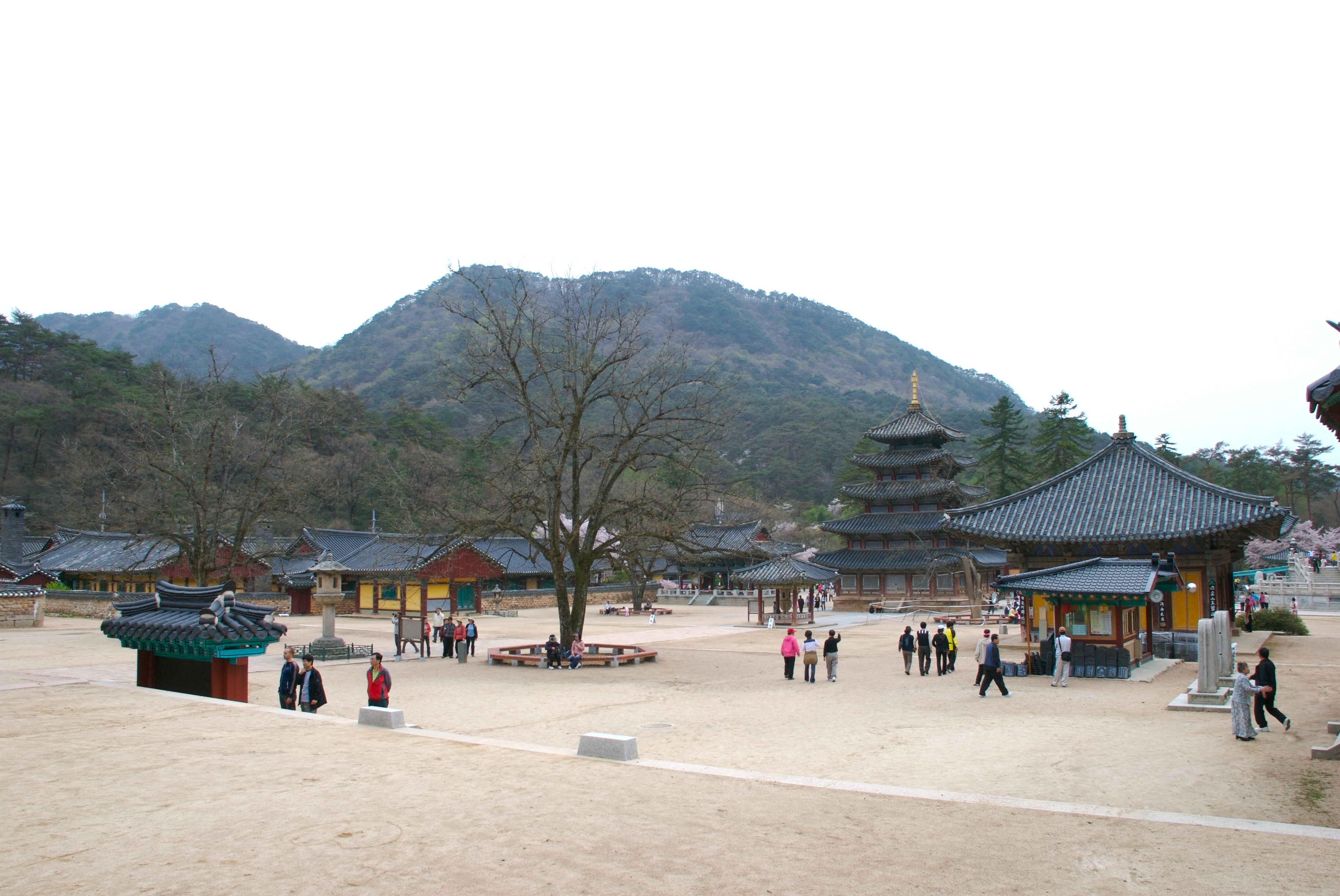
Beopjusa Tempelgelände

Die touristische Hauptattraktion der Provinz ist der Berg Songni (1.058 m) im Sobaek-Massiv. Das Gebiet um den Berg ist ein Nationalpark. Beopjusa (Pŏpchusa) ist der älteste Tempel in Korea und befindet sich in einem anderen Nationalpark nahe dem Berg Worak.

## Verwaltungsgliederung
Chungcheongbuk-do besteht aus 3 Stadt- und 8 Landkreisen.

### Städte
- Cheongju-si (청주시, 淸州市)
- Chungju-si (충주시, 忠州市)
- Jecheon-si (제천시, 堤川市)

### Landkreise
- Boeun-gun (보은군, 報恩郡)
- Danyang-gun (단양군, 丹陽郡)
- Eumseong-gun (음성군, 陰城郡)
- Goesan-gun (괴산군, 槐山郡)
- Jincheon-gun (진천군, 鎭川郡)
- Okcheon-gun (옥천군, 沃川郡)
- Jeungpyeong-gun (증평군, 曾坪郡)
- Yeongdong-gun (영동군, 永同郡)